# Arystarch (Smirnow)
Arystarch, imię świeckie Wadim Smirnow (ur. 17 stycznia 1959 w Kemerowie) – rosyjski biskup prawosławny.

## Życiorys
W 1981 ukończył studia w Kuzbaskim Instytucie Politechnicznym, uzyskując dyplom inżyniera górnictwa. Następnie został zatrudniony w bibliotece Moskiewskiej Akademii Duchownej; w 1982 wstąpił do moskiewskiego seminarium duchownego. W 1988 ukończył Moskiewską Akademię Duchowną. Został zatrudniony przez tę uczelnię jako wykładowca. 27 marca 1998 złożył wieczyste śluby zakonne przed rektorem Akademii, biskupem wieriejskim Eugeniuszem, przyjmując imię Arystarch. Ten sam biskup wyświęcił go 7 kwietnia 1988 na diakona, zaś 19 lipca 1998 na hieromnicha. W 2000 został podniesiony do godności ihumena.
Od 2001 mieszkał w Ławrze Troicko-Siergijewskiej. 21 lipca 2006 otrzymał godność archimandryty. 20 sierpnia tego samego roku patriarcha moskiewski i całej Rusi Aleksy II razem z innymi hierarchami konsekrował go na biskupa kemerowskiego i nowokuźnieckiego. W 2012 w związku ze zmianą granic eparchii jego tytuł uległ zmianie na biskup kemerowski i prokopjewski. W tym samym roku został podniesiony do godności metropolity.